# Foeke Booy
Foeke Booy (Leeuwarden, 25 april 1962) is een Nederlands voormalig profvoetballer en huidig assistent trainer bij Almere City.

## Loopbaan als speler
Foeke Booy maakte begin jaren 80 zijn debuut voor SC Cambuur. De jonge aanvaller kwam meer dan 70 keer uit voor de club uit de eerste divisie. Nadien verkaste hij voor één seizoen naar reeksgenoot De Graafschap, met wie hij derde werd in het eindklassement. In 1986 tekende Booy bij PEC Zwolle '82. Reeds in zijn eerste seizoen wist de aanvaller met Pec Zwolle te promoveren naar de eredivisie. In het seizoen 1987/88 speelde hij voor FC Groningen.
Na acht seizoenen in Nederland verhuisde Booy naar België. De Fries belandde bij KV Kortrijk, waar op dat ogenblik Georges Leekens trainer was. Na het seizoen stapte Leekens over naar Club Brugge en nam hij Booy mee. De aanvaller werd bij Club Brugge een vaste waarde. Reeds in zijn eerste seizoen wist hij met Club Brugge het kampioenschap te veroveren. In 1991 voegde hij daar de beker aan toe en een jaar later een tweede titel. In 1992 werd hij ook derde in de topscorerslijst, na Josip Weber en Kjetil Rekdal. In 1993 maakte hij voor een jaar de overstap naar KAA Gent.
Zijn spelersloopbaan sloot hij af bij FC Utrecht. In het seizoen 1995/96 zorgde een zware knieblessure voor een voortijdig einde van zijn profcarrière.

### Statistieken
| Seizoen | Club           | Competitie     | Wed. | Goals |
| ------- | -------------- | -------------- | ---- | ----- |
| 1980/81 | SC Cambuur     | Eerste divisie | 10   | 1     |
| 1981/82 | SC Cambuur     | Eerste divisie | 22   | 2     |
| 1982/83 | SC Cambuur     | Eerste divisie | 10   | 2     |
| 1983/84 | SC Cambuur     | Eerste divisie | 30   | 3     |
| 1984/85 | De Graafschap  | Eerste divisie | 34   | 20    |
| 1985/86 | PEC Zwolle '82 | Eerste divisie | 34   | 15    |
| 1986/87 | PEC Zwolle '82 | Eredivisie     | 33   | 22    |
| 1987/88 | FC Groningen   | Eredivisie     | 29   | 10    |
| 1988/89 | KV Kortrijk    | Eerste klasse  | 31   | 8     |
| 1989/90 | Club Brugge    | Eerste klasse  | 27   | 13    |
| 1990/91 | Club Brugge    | Eerste klasse  | 33   | 12    |
| 1991/92 | Club Brugge    | Eerste klasse  | 26   | 20    |
| 1992/93 | Club Brugge    | Eerste klasse  | 25   | 4     |
| 1993/94 | KAA Gent       | Eerste klasse  | 28   | 11    |
| 1994/95 | FC Utrecht     | Eredivisie     | 25   | 4     |
| 1995/96 | FC Utrecht     | Eredivisie     | 1    | 0     |
| TOTAAL  | TOTAAL         | TOTAAL         | 398  | 147   |

## Loopbaan als trainer
Op 34-jarige leeftijd besloot hij zich op een toekomst als trainer te richten. Hij trainde achtereenvolgens de B-junioren en het tweede elftal van FC Utrecht voordat hij in 2000 assistent-trainer van Frans Adelaar werd. In 2002 volgde de voormalige aanvaller hem op als trainer en technisch directeur van de club.
Booy werd de meest succesvolle coach uit de geschiedenis van FC Utrecht. In zijn eerste jaar als trainer was het elftal lang in de strijd voor een plaats die recht gaf op Europees voetbal, maar kwam het met 47 punten net te kort. In het seizoen 2002-2003 won de club de Amstel Cup ten koste van Feyenoord, dat in eigen huis met 4-1 werd verslagen.
In zijn tweede jaar verdwenen enkele belangrijke namen uit de selectie, maar opnieuw won de club de Amstel Cup, en ditmaal waren 46 punten wel genoeg voor Europees voetbal. Vervolgens won Booy met Utrecht zijn derde en laatste prijs: Ajax werd in de Amsterdam ArenA met 4-2 verslagen in de strijd om de Johan Cruijff Schaal, de Nederlandse Supercup.
Medio juli 2007 tekende Foeke Booy een contract van één jaar bij de Saoedi-Arabische club Al-Nassr. Hij kon in Saoedi-Arabië echter niet aarden: eind november 2007 was hij alweer weg bij zijn nieuwe werkgever. Op 24 december van dat jaar trad hij aan als hoofdtrainer bij Sparta. Hij volgde interim-coach Adri van Tiggelen op.
In 2009 werd Foeke Booy technisch directeur van FC Utrecht. Booy haalde een aantal goed presterende spelers naar Utrecht zoals Ricky van Wolfswinkel, Dries Mertens en Kevin Strootman. In 2011 werden zowel Van Wolfswinkel, Mertens, Strootman en doelman Michel Vorm verkocht aan andere clubs. Booy mocht maar een deel van de transfersommen herinvesteren en het lukte hem niet snel om adequate vervangers te halen, waardoor de club een slechte voorbereiding kende en trainer Erwin Koeman na een paar weken al zijn contract inleverde. In mei 2012 werd Booy ontslagen nadat geldschieter Frans van Seumeren het vertrouwen in hem had opgezegd.
Op 5 november 2012 werd bekend dat hij aan de slag ging als trainer bij Cercle Brugge. Hij volgde er Bob Peeters op. Eind maart bereikte Booy met Cercle de finale van de Beker van België. Op 2 april 2013 werd hij echter alweer aan de kant gezet in een laatste poging om degradatie te voorkomen. Hij werd opgevolgd door Lorenzo Staelens, die de club wist te behoeden voor degradatie, maar de beker naar KRC Genk zag gaan.
Booy werd op 24 juni 2013 aangesteld als de trainer van het dan net gepromoveerde Go Ahead Eagles. Hij kreeg een contract voor een jaar met de mogelijkheid om er nog een jaar aan vast te plakken. Booy stelde samen met de club handhaving in de Eredivisie als doel. In deze opzet slaagde hij. Op 4 oktober 2014 won Go Ahead Eagles voor het eerst sinds 1 november 1992 in de competitie een wedstrijd bij FC Utrecht: 2-3. Op 8 maart 2015 werd bekend dat Booy aan het einde van het seizoen zou vertrekken bij Go Ahead. Dit kwam hem op veel kritiek te staan van de supporters, die aangaven dat hij dan beter de club, die in de degradatiezone terecht was gekomen, direct kon verlaten. Nadat de ploeg op 21 maart thuis verloor van Vitesse, keerde het publiek zich tegen Booy en weerhield een groep supporters hem deel te nemen aan de persconferentie na afloop van de wedstrijd. Een dag later besloot het bestuur Booy op staande voet te ontslaan. De ploeg stond op dat moment op de 17e plaats van de eredivisie.
Vanaf eind 2017  was Booy als technisch directeur werkzaam bij SC Cambuur. Deze club promoveerde naar de eredivisie door het behalen van de eerste plaats in de eerste divisie in het seizoen 2020-2021 in 2021. In juli 2021 werd Booy getroffen door een herseninfarct. Tijdens zijn revalidatie nam financieel directeur Gerald van den Belt zijn taken van technisch directeur over. Booy hervatte zijn taken na een succesvolle revalidatie. Na de degradatie van Cambuur in het seizoen 22/23 kreeg Booy te horen dat zijn contract bij de club niet verlengd zou worden. 
Booy is het seizoen 2023/24 ingegaan als assistent-trainer van Sparta Rotterdam. Zijn dienstverband eindige enkele maanden later alweer, toen Jeroen Rijsdijk werd ontslagen als hoofdtrainer van de club. Op 21 november 2024 volgde een aanstelling als assistent-trainer van Hedwiges Maduro bij Almere City, die hij moest bijstaan in zijn eerste seizoen als hoofdtrainer in het betaald voetbal. Na het ontslag van Maduro in december 2024 nam Foeke Booy de trainerstaken met Anoush Dastgir tijdelijk over.